# Kawasaki Ki-56
De Kawasaki Ki-56 (Japans: 一式貨物輸送機, Isshiki-kamotsu-yusōki, "Type 1-vrachttransport") is een tweemotorig transportvliegtuig dat door het Japans Keizerlijk Leger in de Tweede Wereldoorlog werd gebruikt. De geallieerde codenaam was Thalia. De Ki-56 was ontwikkeld uit de Lockheed L-14 Super Electra.

## Ontwerp en ontwikkeling
In 1938 exporteerde Lockheed 30 Model 14-38-passagiersvliegtuigen naar Japan. Tussen maart en juli 1938 werden hiervan 20 toestellen geleverd aan de Tachikawa Hikoki K.K. voor doorverkoop aan Nihon Kōkū K.K. De overige 10 toestellen werden direct geleverd aan Nihon Kōkū en werden door deze maatschappij en haar opvolger Dai Nippon Kōkū ingezet op routes tussen China en Japan. Tachikawa, die met Lockheed een licentieovereenkomst had gesloten voor de productie van de L-14, diende bij het leger een voorstel in voor de ontwikkeling van een verbeterde versie van dit toestel. Omdat het leger ernstig verlegen zat om transportvliegtuigen in China, werd dit voorstel goed ontvangen en kreeg Tachikawa de opdracht een versie met Mitsubishi Ha-26-I-stermotoren te produceren, de Tachikawa Ro-shiki yusōki, Type Ro-vrachtvliegtuig (soms foutief aangeduid als "Lo"). Het grotere vermogen zorgde ondanks het grotere gewicht ervoor dat de Type Ro 20 km/u sneller was. Toch voldeden de vliegeigenschappen niet aan de verwachtingen van het leger kreeg Kawasaki, die ook de toestellen produceerde, in september 1939 de opdracht een verbeterde versie te ontwikkelen, de Ki-56.
Onder leiding van Takeo Doi werd de romp verlengd en werden de flaps opnieuw ontworpen. Ook werden de motoren vervangen door Nakajima Ha-25-motoren en werd het vrachtluik vergroot. Ondanks het grotere formaat was de Ki-56 uiteindelijk 52 kg lichter dan de L-14 toen het eerste prototype in november 1940 voltooid was. Gedurende testvluchten bij Tachikawa bleek dat de Ki-56 aanzienlijk verbeterde vliegeigenschappen had en serieproductie werd gestart. Aanvankelijk werd van dezelfde productielijn gebruikgemaakt als bij de Type Ro, maar Kawasaki staakte daarvan de productie in december 1941.
Eind 1940 begon Tachikawa met de ombouw van een van de Type Ro's als testvliegtuig voor drukcabines genaamd de SS-1. De opgedane kennis hiervan zou later gebruikt worden bij de ontwikkeling van de Tachikawa Ki-74.

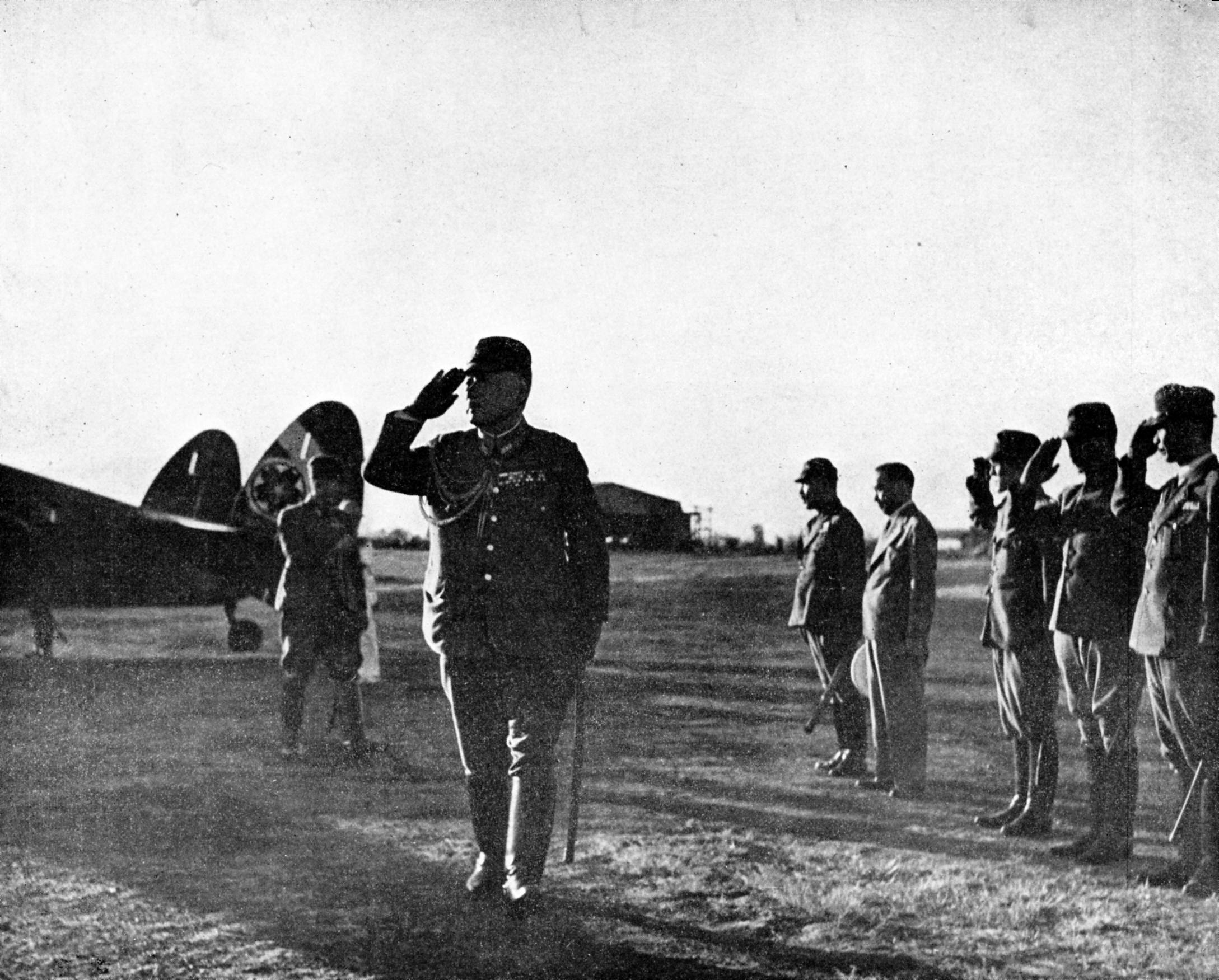
Maarschalk Sugiyama voor zijn privé-Ki-56

## Operationeel gebruik
Het vliegtuig zag als eerste actie bij de invasie van Sumatra. Hierbij sprongen Luchtlandingstroepen op de luchthaven Palembang I en nabije olieraffinaderijen uit de Thalia's.
Vanwege het hoge comfort en betrouwbaarheid werden vier Ki-56's omgebouwd tot privévliegtuigen van de keizerlijke familie en droegen het Japans Keizerlijk zegel. Ook veldmaarschalk Hajime Sugiyama had een Ki-56 als privévliegtuig.
Toch was massaproductie van het geavanceerde Amerikaanse ontwerp lastig. Schaarste aan zowel opgeleid personeel als het strategisch belangrijke aluminium zorgde ervoor dat de productie september 1943 werd stilgelegd.
Verder werd Ki-56 werd gedurende de Tweede Wereldoorlog vaak gebruikt op alle fronten tot het einde van de oorlog.
Na de oorlog werden in elk geval twee door de Russen buitgemaakte Ki-56's overgenomen door Dalstroy. De toestellen werden overgenomen zonder documentatie en handleiding. De toestellen werden ingezet in ambulances in Siberië maar verongelukten beide in 1946 in de buurt van Zyrjanka.

## Varianten
Tachikawa Type Ro-transportvliegtuig
Japanse licentiebouw van de Lockheed L-14 Super Electra met Mitsubishi Ha-16-motoren.
Ki-56
Verbeterde versie van de Type Ro met een langere romp, lichtere bouw en sterkere motoren.
SS-1
Door Tachikawa omgebouwd Type Ro om onderzoek te doen naar drukcabines voor de Tachikawa Ki-74.
Totale productie:
- 2 Ki-56 prototypen (nov. 1940)
- 119 productievliegtuigen (aug. 1941 - sept. 1943)

121 in totaal

## Gebruikers
Japans Keizerrijk
- Luchtmacht van het Japans Keizerlijk Leger

 Sovjet-Unie
- Dalstroy opereerde ten minste twee Ki-56's tot 1946[4][3]

## Overlevende vliegtuigen
- Er zijn geen bekende overlevende Ki-56's.